# Harald Strøm
Harald Aleksander Strøm (* 14. Oktober 1897 in Horten; † 25. Dezember 1977 in Borre) war ein norwegischer Eisschnellläufer und Fußballer.

## Sportlicher Werdegang

### Eisschnelllaufkarriere
Strøm wurde 1922 in Kristiania Eisschnelllauf-Weltmeister im Mehrkampf und 1923 in Stockholm Vize-Weltmeister hinter Clas Thunberg. 1923 gewann er in Hamar außerdem Gold bei der Europameisterschaft.
Strøm war Fahnenträger für Norwegen bei der Eröffnungsfeier der Olympischen Spiele 1924 in Chamonix. Er erkältete sich dabei jedoch und konnte so seiner Mitfavoritenrolle nicht gerecht werden.
Strøms beste Strecke waren die 5000 Meter. Er war der erste Mensch, der sie unter 8:30 Minuten lief. Seine Bestleistung von 8:26,5 Minuten hatte sieben Jahre Bestand als Weltrekord, bis sie 1929 von Ivar Ballangrud unterboten wurde.
Persönliche Bestzeiten
| Strecke  | Zeit        | Datum            | Ort        |
| -------- | ----------- | ---------------- | ---------- |
| 500 m    | 45,2 s      | 18. Februar 1922 | Kristiania |
| 1500 m   | 2:24,2 min  | 2. Februar 1923  | Hamar      |
| 5000 m   | 8:26,5 min¹ | 18. Februar 1922 | Kristiania |
| 10.000 m | 17:32,8 min | 19. Februar 1921 | Kristiania |

¹ = Weltrekord zur Zeit des Laufes

### Fußballerlaufbahn
Strøm lief für den FK Ørn-Horten als Fußballspieler auf, der in den 1920er Jahren mehrfach das Endspiel um den norwegischen Landespokal – vor Einführung einer landesweiten Meisterschaft der einzige überregionale Wettbewerb – erreichte. 1927 gehörte er dabei zur siegreichen Mannschaft, die sich gegen SBK Drafn durchsetzte. Beim Sieg gegen den Frigg Oslo FK 1920 gehörte er ebenso zumindest nicht zur Finalmannschaft wie 1928 beim Erfolg gegen Lyn Oslo, bezüglich des gegen den Odds BK verlorenen Endspiels 1926 ist die Datenlage unklar.
Bereits 1918 hatte Strøm sein Debüt in der norwegischen Nationalmannschaft gefeiert, als diese kurz vor Ende des Ersten Weltkriegs im Oktober eine 0:4-Niederlage gegen Dänemark kassierte. Sein erstes von fünf Länderspieltoren erzielte er im Juni 1921 bei einem 3:1-Heimerfolg gegen Schweden. Das letzte Tor gelang ihm in seinem 16. und letzten Länderspiel im Juni 1927 beim 3:1-Sieg gegen Finnland.